# Pecqueuse
Pecqueuse (prononcé [pɛkøz] ) est une commune française située à trente-deux kilomètres au sud-ouest de Paris dans le département de l'Essonne en région Île-de-France.
Ses habitants sont appelés les Pescusiens.

## Géographie

### Situation
À vol d'oiseau, Pecqueuse est située à 32 km au sud-ouest de Paris-Notre-Dame, point zéro des routes de France, 29 km à l'ouest d'Évry, 16 km au sud-ouest de Palaiseau, 13 km au nord-est de Dourdan, 16 km au nord-ouest d'Arpajon, 17 km à l'ouest de Montlhéry, 25 km au nord-ouest d'Étampes, 29 km au nord-ouest de La Ferté-Alais, 32 km au nord-ouest de Corbeil-Essonnes, 41 km au nord-ouest de Milly-la-Forêt.

### Hydrographie
Pecqueuse est arrosée par la Prédecelle, un affluent de la Rémarde, ainsi que par le Blin.

### Relief et géologie

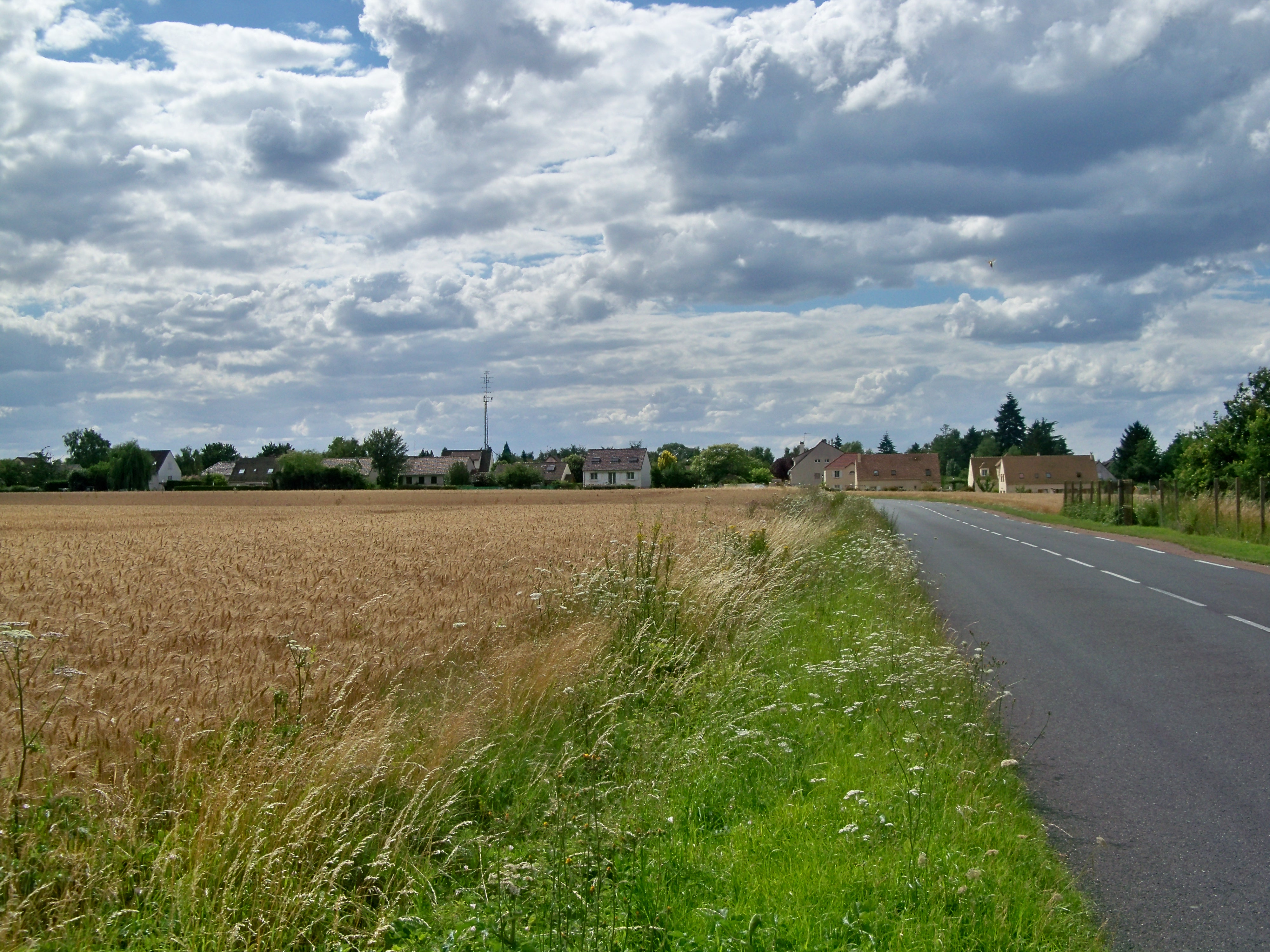
Champs près de Pecqueuse.

La commune fait partie de vastes plaines, limitrophe de la Beauce, dont le Hurepoix marque la « porte d'entrée » en provenance de Paris. Sa situation limitrophe, et la présence de deux ruisseaux, le paysage est non uniformément plat, avec les coteaux vallonnés des cours d'eau.

### Lieux-dits, écarts et quartiers
La commune, d'une superficie de sept cent quarante hectares, est composée de deux quartiers principaux : le village et le hameau de Villevert, au sud de la commune. Le territoire communal compte également plusieurs lieux de vie, autour de fermes, comme celle de Fromenteau, ainsi qu'un quartier récent limitrophe de Limours, les Pommiers.

### Communes limitrophes
| Choisel   | Boullay-les-Troux | Les Molières |
| Bullion   | Pecqueuse         | Limours      |
| Bonnelles | Bonnelles         | Limours      |

### Climat
Pour des articles plus généraux, voir Climat de l'Île-de-France et Climat de l'Essonne.
En 2010, le climat de la commune est de type climat océanique dégradé des plaines du Centre et du Nord, selon une étude du CNRS s'appuyant sur une série de données couvrant la période 1971-2000. En 2020, Météo-France publie une typologie des climats de la France métropolitaine dans laquelle la commune est exposée à un climat océanique altéré et est dans la région climatique Sud-ouest du bassin Parisien, caractérisée par une faible pluviométrie, notamment au printemps (120 à 150 mm) et un hiver froid (3,5 °C). 
Pour la période 1971-2000, la température annuelle moyenne est de 10,6 °C, avec une amplitude thermique annuelle de 15,1 °C. Le cumul annuel moyen de précipitations est de 676 mm, avec 11 jours de précipitations en janvier et 7,8 jours en juillet. Pour la période 1991-2020, la température moyenne annuelle observée sur la station météorologique la plus proche, située sur la commune de Choisel à 5 km à vol d'oiseau, est de 11,1 °C et le cumul annuel moyen de précipitations est de 709,1 mm,. Pour l'avenir, les paramètres climatiques de la commune estimés pour 2050 selon différents scénarios d'émission de gaz à effet de serre sont consultables sur un site dédié publié par Météo-France en novembre 2022.
| Mois                                  | jan.             | fév.             | mars           | avril         | mai           | juin           | jui.           | août          | sep.         | oct.          | nov.            | déc.             | année      |
| ------------------------------------- | ---------------- | ---------------- | -------------- | ------------- | ------------- | -------------- | -------------- | ------------- | ------------ | ------------- | --------------- | ---------------- | ---------- |
| Température minimale moyenne (°C)     | 1,3              | 1                | 3,1            | 5             | 8,4           | 11,4           | 13,2           | 13            | 10,1         | 7,4           | 4,1             | 1,6              | 6,6        |
| Température moyenne (°C)              | 4                | 4,4              | 7,5            | 10,1          | 13,8          | 17             | 19,2           | 19            | 15,4         | 11,6          | 7,2             | 4,2              | 11,1       |
| Température maximale moyenne (°C)     | 6,7              | 7,7              | 11,9           | 15,3          | 19,2          | 22,6           | 25,1           | 25            | 20,8         | 15,8          | 10,4            | 6,9              | 15,6       |
| Record de froid (°C) date du record   | −14,2 14.01.1979 | −13,5 07.02.1991 | −10,4 13.03.13 | −4,5 15.04.19 | −1 07.05.1997 | 2,2 04.06.1991 | 4,9 19.07.1974 | 4,3 21.08.14  | 1,8 30.09.12 | −4 30.10.1997 | −9,5 24.11.1998 | −10,6 29.12.1996 | −14,2 1979 |
| Record de chaleur (°C) date du record | 15,5 27.01.03    | 18,5 24.02.1990  | 24 29.03.1989  | 28 21.04.18   | 31,6 28.05.17 | 36,4 27.06.11  | 37,5 01.07.15  | 39,5 06.08.03 | 33 05.09.13  | 28,5 03.10.11 | 21 08.11.15     | 16,5 07.12.00    | 39,5 2003  |
| Précipitations (mm)                   | 61,4             | 51,7             | 51,5           | 48,9          | 67,8          | 61,5           | 52,4           | 56,3          | 51,6         | 65,8          | 64,7            | 75,5             | 709,1      |

### Logement
| Type d’occupation           | Pourcentage | Superficie (en hectares) |
| --------------------------- | ----------- | ------------------------ |
| Espace urbain construit     | 3,5 %       | 26,28                    |
| Espace urbain non construit | 1,6 %       | 11,63                    |
| Espace rural                | 94,9 %      | 710,87                   |
| Source : MOS-Iaurif 2008    |             |                          |

En 2009, le nombre total de logements dans la commune était de 252. Parmi ces logements, 94,1 % étaient des résidences principales, 2,3 % des résidences secondaires et 3,6 % des logements vacants. Ces logements étaient pour une part de 81,5 % des maisons et de 17,8 % des appartements.
Toujours sur l'ensemble des logements de la commune, 4 % étaient des logements d'une pièce, 9 % de deux pièces, 10 % de trois pièces, 16 % de quatre pièces, et 61 % des logements de cinq pièces ou plus.
La proportion de ménages propriétaires de leur logement était de 85,1 % et celle des locataires était de 13,7 %. On peut également noter que 1,2 % des logements étaient occupés gratuitement.
L'ancienneté d'emménagement dans la résidence principale, rapporté au nombre de ménages, était de 8 % depuis moins de deux ans, 19 % entre deux et quatre ans, 16 % entre cinq et neuf ans, et 57 % de dix ans et plus.

## Urbanisme

### Typologie
Au 1er janvier 2024, Pecqueuse est catégorisée petite ville, selon la nouvelle grille communale de densité à sept niveaux définie par l'Insee en 2022.
Elle est située hors unité urbaine. Par ailleurs la commune fait partie de l'aire d'attraction de Paris, dont elle est une commune de la couronne,. Cette aire regroupe 1 929 communes,.

## Toponymie
Attestée sous les formes De Piscosis vers 1105, Piscosæ au XIIe siècle, valle Pecosa en 1203, De Pescusa vers 1205, Pescusa au XIIIe siècle, Pecosa.
L'office de tourisme du pays de Limours indique que le toponyme trouve son origine dans le mot latin piscis, signifiant endroit humide, poissonneux complété du suffixe -osa-. L'élevage, autrefois si répandu, du poisson dans des viviers est à l'origine de ce type de toponyme. Dans le cartulaire du prieuré de Longpont, les terres sont appelées piscosae car marécageuses ; on y trouve des lieux-dits l’Oseraie, la Grenouillère, la Prédecelle (c'est-à-dire rivière poissonneuse).
La commune fut créée en 1793 avec son nom actuel.

## Histoire
La création du village de Pecqueuse daterait du début du XIIe siècle, à la suite de la donation par deux frères, Pierre et Simon Castel, de tous leurs droits sur les terres, au prieuré de Longpont-sur-Orge. Ses dons prévoient la création d'une ville neuve, sur ses terres, regroupée l'église.
Au XIIIe siècle, le village devient la propriété de la famille Cousteau de la Barrère, puis à Jacques de Chavannes, conseiller du roi, et seigneurs de Limours.
Le développement de la population au XIXe siècle est lié l'accroissement de l'agriculture dans le Hurepoix et la Beauce. Une distillerie d'alcool de betterave est alors créée, qui fonctionnera jusqu'en 1967.

## Politique et administration

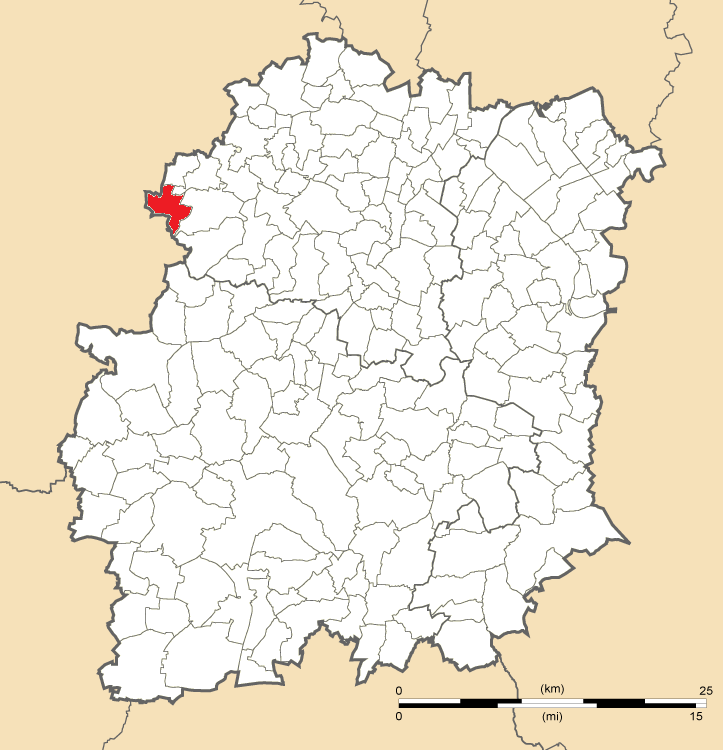
Position de Pecqueuse en Essonne.

### Rattachements administratifs et électoraux
Antérieurement à la loi du 10 juillet 1964, la commune faisait partie du département de Seine-et-Oise. La réorganisation de la région parisienne en 1964 fit que la commune appartient désormais au département de l'Essonne et à son arrondissement de Palaiseau, après un transfert administratif effectif au 1er janvier 1968. Pour l'élection des députés, elle fait partie de la  quatrième circonscription de l'Essonne,
Elle faisait partie depuis 1793 du canton de Limours. Dans le cadre du redécoupage cantonal de 2014 en France, la commune intègre le canton de Gif-sur-Yvette

### Intercommunalité
Pecqueuse est membre de la communauté de communes du pays de Limours, créée fin 2001, et qui succède au district rural du canton de Limours créé le 9 novembre 1964.

### Tendances et résultats politiques
Élections présidentielles
Résultats des deuxièmes tours :
- Élection présidentielle de 2002 : 83,14 % pour Jacques Chirac (RPR), 16,86 % pour Jean-Marie Le Pen (FN), 89,82 % de participation[34].
- Élection présidentielle de 2007 : 57,34 % pour Nicolas Sarkozy (UMP), 42,66 % pour Ségolène Royal (PS), 92,75 % de participation[35].
- Élection présidentielle de 2012 : 55,71 % pour Nicolas Sarkozy (UMP), 44,29 % pour François Hollande (PS), 93,15 % de participation[36].

Élections législatives
Résultats des deuxièmes tours :
- Élections législatives de 2002 : 60,90 % pour Pierre-André Wiltzer (UMP), 39,10 % pour Marianne Louis (PS), 69,87 % de participation[37].
- Élections législatives de 2007 : 62,63 % pour Nathalie Kosciusko-Morizet (UMP), 37,37 % pour Olivier Thomas (PS), 71,70 % de participation[38].
- Élections législatives de 2012 : 56,54 % pour Nathalie Kosciusko-Morizet (UMP), 43,46 % pour Olivier Thomas (PS), 76,34 % de participation[39].

Élections européennes
Résultats des deux meilleurs scores :
- Élections européennes de 2004 : 26,32 % pour Harlem Désir (PS), 17,70 % pour Patrick Gaubert (UMP), 54,48 % de participation[40].
- Élections européennes de 2009 : 28,21 % pour Michel Barnier (UMP), 18,80 % pour Daniel Cohn-Bendit (Europe Écologie), 56,29 % de participation[41].

Élections régionales
Résultats des deux meilleurs scores :
- Élections régionales de 2004 : 46,21 % pour Jean-Paul Huchon (PS), 41,72 % pour Jean-François Copé (UMP), 75,38 % de participation[42].
- Élections régionales de 2010 : 59,20 % pour Valérie Pécresse (UMP), 40,80 % pour Jean-Paul Huchon (PS), 65,36 % de participation[43].

Élections cantonales et départementales
Résultats des deuxièmes tours :
- Élections cantonales de 2001 : données manquantes.
- Élections cantonales de 2008 : 78,66 % pour Christian Schoettl (DVD), 13,72 % pour Mouna Mathari (PS), 81,64 % de participation[44].

Référendums
- Référendum de 2000 relatif au quinquennat présidentiel : 74,81 % pour le Oui, 25,19 % pour le Non, 37,99 % de participation[45].
- Référendum de 2005 relatif au traité établissant une Constitution pour l'Europe : 52,35 % pour le Non, 47,65 % pour le Oui, 79,00 % de participation[46].

### Liste des maires
| Période                                  | Période   | Identité           | Étiquette             | Qualité                            |
| ---------------------------------------- | --------- | ------------------ | --------------------- | ---------------------------------- |
| Les données manquantes sont à compléter. |           |                    |                       |                                    |
| 1995                                     | mars 2018 | Serge Caro         | RPR puis UMP puis DVD | Cadre de production Démissionnaire |
| mars 2018                                | En cours  | Jean-Marc Delaître | SE                    |                                    |

### Jumelages
En 2013,  Pecqueuse n'a développé aucune association de jumelage.

## Population et société

### Démographie

#### Évolution démographique
L'évolution du nombre d'habitants est connue à travers les recensements de la population effectués dans la commune depuis 1793. Pour les communes de moins de 10 000 habitants, une enquête de recensement portant sur toute la population est réalisée tous les cinq ans, les populations de référence des années intermédiaires étant quant à elles estimées par interpolation ou extrapolation. Pour la commune, le premier recensement exhaustif entrant dans le cadre du nouveau dispositif a été réalisé en 2005.

En 2022, la commune comptait 567 habitants, en évolution de +1,07 % par rapport à 2016 (Essonne : +2,89 %, France hors Mayotte : +2,11 %).
| 1793 | 1800 | 1806 | 1821 | 1831 | 1836 | 1841 | 1846 | 1851 |
| ---- | ---- | ---- | ---- | ---- | ---- | ---- | ---- | ---- |
| 170  | 187  | 194  | 182  | 162  | 166  | 178  | 194  | 220  |

| 1856 | 1861 | 1866 | 1872 | 1876 | 1881 | 1886 | 1891 | 1896 |
| ---- | ---- | ---- | ---- | ---- | ---- | ---- | ---- | ---- |
| 207  | 211  | 222  | 249  | 251  | 272  | 264  | 303  | 256  |

| 1901 | 1906 | 1911 | 1921 | 1926 | 1931 | 1936 | 1946 | 1954 |
| ---- | ---- | ---- | ---- | ---- | ---- | ---- | ---- | ---- |
| 243  | 263  | 247  | 212  | 230  | 204  | 201  | 176  | 159  |

| 1962 | 1968 | 1975 | 1982 | 1990 | 1999 | 2005 | 2006 | 2010 |
| ---- | ---- | ---- | ---- | ---- | ---- | ---- | ---- | ---- |
| 216  | 222  | 279  | 329  | 474  | 587  | 583  | 580  | 623  |

| 2015 | 2020 | 2022 | - | - | - | - | - | - |
| ---- | ---- | ---- | - | - | - | - | - | - |
| 573  | 547  | 567  | - | - | - | - | - | - |

#### Pyramide des âges
En 2018, le taux de personnes d'un âge inférieur à 30 ans s'élève à 28,9 %, soit en dessous de la moyenne départementale (39,9 %). À l'inverse, le taux de personnes d'âge supérieur à 60 ans est de 30,4 % la même année, alors qu'il est de 20,1 % au niveau départemental.
En 2018, la commune comptait 286 hommes pour 262 femmes, soit un taux de 52,19 % d'hommes, largement supérieur au taux départemental (48,98 %).
Les pyramides des âges de la commune et du département s'établissent comme suit.
| Hommes | Classe d’âge | Femmes |
| ------ | ------------ | ------ |
| 0,0    | 90 ou +      | 0,0    |
| 8,1    | 75-89 ans    | 6,9    |
| 20,7   | 60-74 ans    | 25,2   |
| 25,3   | 45-59 ans    | 22,5   |
| 13,3   | 30-44 ans    | 20,6   |
| 14,4   | 15-29 ans    | 10,3   |
| 18,2   | 0-14 ans     | 14,5   |

| Hommes | Classe d’âge | Femmes |
| ------ | ------------ | ------ |
| 0,5    | 90 ou +      | 1,4    |
| 5,4    | 75-89 ans    | 7,2    |
| 12,9   | 60-74 ans    | 13,9   |
| 20     | 45-59 ans    | 19,4   |
| 19,9   | 30-44 ans    | 20,1   |
| 20     | 15-29 ans    | 18,2   |
| 21,3   | 0-14 ans     | 19,8   |

### Enseignement
La commune dépend de l'académie de Versailles. *

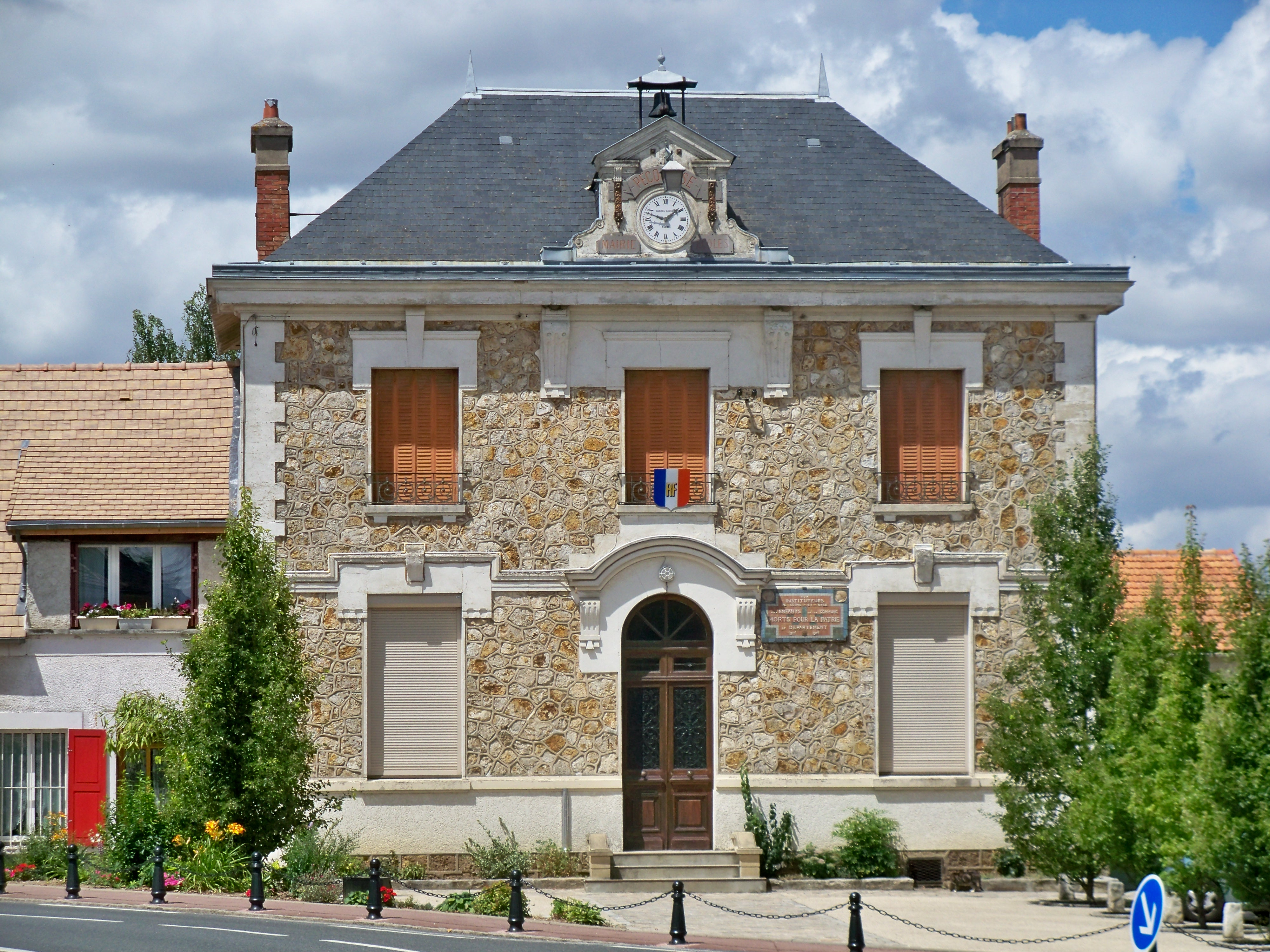
L'ancienne école communale.

Elle dispose d'une école élémentaire publique construite en 2003 et scolarisant, en 2013, 37 élèves.

### La vie du village
En 2013, une école municipale de musique est à la disposition des habitants de la commune, ainsi qu'un espace de lecture.
En 2022, la salle polyvalente Claude-Daragon a été revue et permet dès à présent d'accueillir toute sorte d'évènement culturel nécessitant de la sonorisation et/ou de l'éclairage (concerts, théâtre, etc.).
Depuis 2022, chaque année en juin un festival de musique, Festy'Chant, est organisé sur le stade municipal de la ville. Il est issu d'une collaboration entre la mairie de Pecqueuse et de l'association locale Solectro,. Depuis d'autres organisations locales ont rejoint le projet, comme la licence pro STAR (Technique du son et de l'image) de l'IUT de Cachan (Université Paris-Saclay), la Scène de Recherche, l'École de Musique de Limours, l'agence Century 21 de Limours, ainsi que la radio locale Infiny Radio,.

### Sports
Le stade municipal Claude-Daragon est, en 2013, le lieu d'activité de la section football de l'Association sportive de Pecqueuse depuis 1985. Cette association dispose également d'une section tennis. Une association de remise en forme et gymnastique, l'ACA, est également basée au stade.

### Santé
En 2013, aucun cabinet médical n'est installé à Pecqueuse, les médecins les plus proches se trouvent dans la ville voisine de Limours.

### Autres services publics
Le bureau de poste et services des impôts les plus proches sont ceux de Limours. Concernant les services de Pôle emploi les bureaux les plus proches se situent à Dourdan et Les Ulis[réf. nécessaire].

### Manifestations culturelles et festivités
En septembre 2010, puis en septembre 2012, la Fête de l'agriculture a été organisée par le centre d'initiatives pour valoriser l'agriculture et le milieu rural du Hurepoix (CIVAM).
En 2022 La ville organise la fête de la musique. S'ensuit un festival de musique : Festy'chant . Il s'agit d'un festival de musique organisé conjointement avec l'association SOLECTRO.

### Lieux de culte

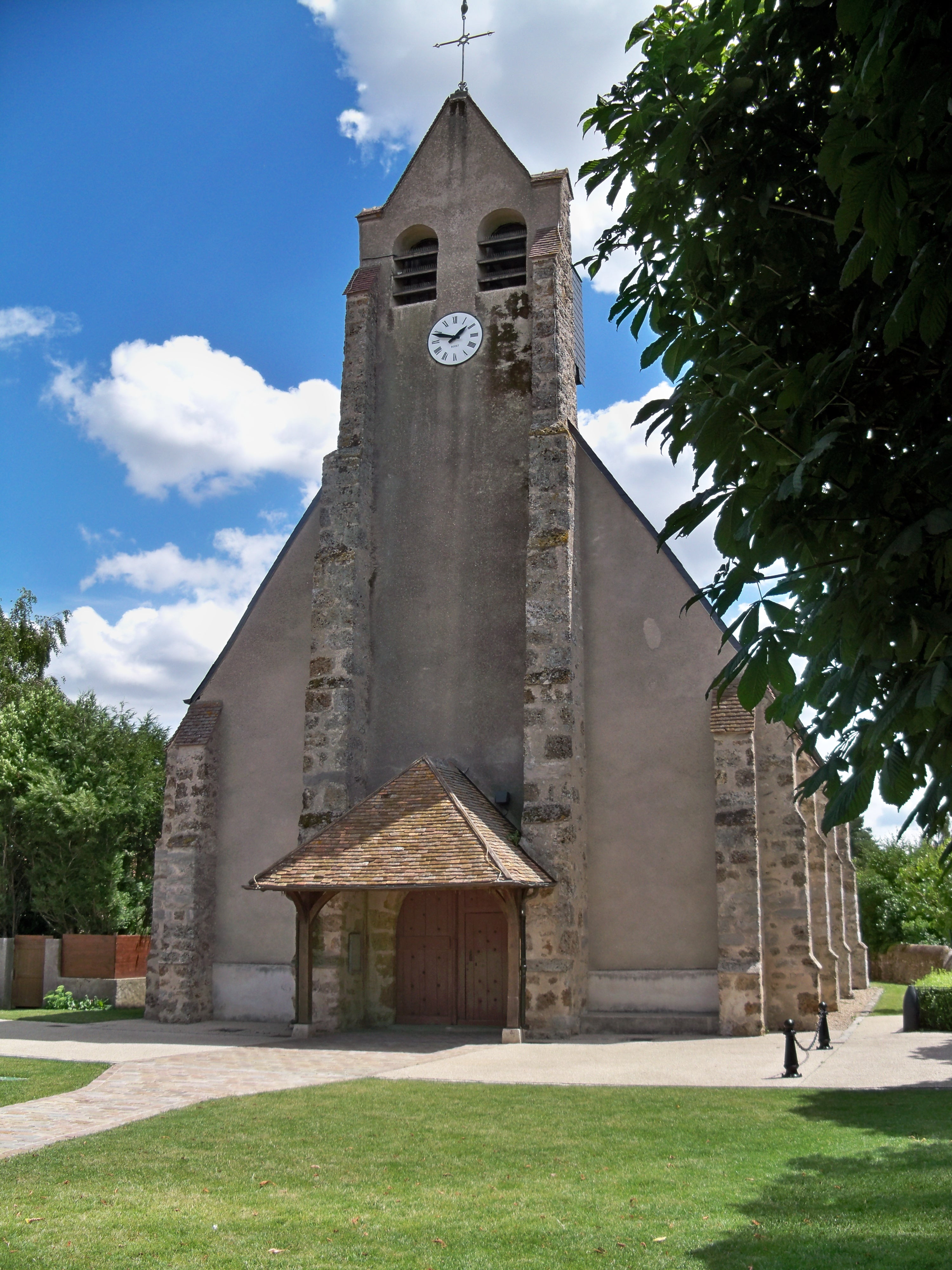
L'église Saint-Médard.

La paroisse catholique de Pecqueuse est rattachée à au secteur pastoral de Limours et au diocèse d'Évry-Corbeil-Essonnes. Elle dispose de l'église Saint-Médard.

### Médias
L'hebdomadaire Le Républicain relate les informations locales. La commune est en outre dans le bassin d'émission des chaînes de télévision France 3 Paris Île-de-France Centre, IDF1 et Téléssonne intégré à Télif.

## Économie

### Emplois, revenus et niveau de vie
En 2010, le revenu fiscal médian par ménage était de 47 435 €, ce qui plaçait Pecqueuse au 507e rang parmi les 31 525 communes de plus de 39 ménages en métropole.
En 2009, la population âgée de 15 à 64 ans s'élevait à 408 personnes, parmi lesquelles on comptait 79,5 % d'actifs dont 73,5 % ayant un emploi et 6,0 % de chômeurs.
On comptait 75 emplois dans la commune, contre 95 en 1999. Le nombre d'actifs ayant un emploi résidant dans la commune étant de 302, l'indicateur de concentration d'emploi est de 24,9 %, ce qui signifie que la commune offre un emploi pour quatre Pescusiens actifs.
La commune de Pecqueuse partage avec sa voisine Limours, une zone d'activité économique.
Au 31 décembre 2010, Pecqueuse comptait 52 établissements : quatre dans l'agriculture-sylviculture-pêche, deux dans l'industrie, sept dans la construction, trente-trois dans le commerce-transports-services divers et six étaient relatifs au secteur administratif.
En 2011, six entreprises ont été créées à Pecqueuse dont cinq par des auto-entrepreneurs.
| Répartition des emplois par catégories socioprofessionnelles en 2006. |              |                                           |                                                   |                            |                          |                           |
|                                                                       | Agriculteurs | Artisans, commerçants, chefs d’entreprise | Cadres et professions intellectuelles supérieures | Professions intermédiaires | Employés                 | Ouvriers                  |
| Pecqueuse                                                             | -            | -                                         | -                                                 | -                          | -                        | -                         |
| Zone d’emploi d’Orsay                                                 | 0,2 %        | 3,7 %                                     | 36,2 %                                            | 26,2 %                     | 21,4 %                   | 12,3 %                    |
| Moyenne nationale                                                     | 2,2 %        | 6,0 %                                     | 15,4 %                                            | 24,6 %                     | 28,7 %                   | 23,2 %                    |
| Répartition des emplois par secteurs d’activités en 2006.             |              |                                           |                                                   |                            |                          |                           |
|                                                                       | Agriculture  | Industrie                                 | Construction                                      | Commerce                   | Services aux entreprises | Services aux particuliers |
| Pecqueuse                                                             | -            | -                                         | -                                                 | -                          | -                        | -                         |
| Zone d’emploi d’Orsay                                                 | 1,0 %        | 13,4 %                                    | 3,8 %                                             | 18,1 %                     | 30,5 %                   | 5,4 %                     |
| Moyenne nationale                                                     | 3,5 %        | 15,2 %                                    | 6,4 %                                             | 13,3 %                     | 13,3 %                   | 7,6 %                     |
| Sources : Insee,                                                      |              |                                           |                                                   |                            |                          |                           |

## Culture locale et patrimoine

### Patrimoine environnemental
Les bosquets boisés et certains champs ont été recensés au titre des espaces naturels sensibles par le conseil départemental de l'Essonne.

### Patrimoine architectural
- L'église Saint-Médard-et-Sainte-Radegonde, date du XIIe siècle. Les peintures d'ornement sont plus tardives, du XVe siècle.

La cloche nommée Magdeleine en l'honneur de l'épouse du seigneur du lieu, valet ordinaire de la chambre du roi fut bénite en 1736.

### Héraldique et logotype
| Blason de Pecqueuse. | La commune de Pecqueuse ne dispose pas de blason. Elle s'est dotée d'un logotype. | Logotype de Pecqueuse. |